# Croix hosannière de Gibourne
La croix hosannière à Gibourne, une commune du département de la Charente-Maritime dans la région Nouvelle-Aquitaine en France, est une croix hosannière datant du XIIe siècle. Elle a été inscrite monument historique le 22 août 1949.